# Geographie der Philippinen

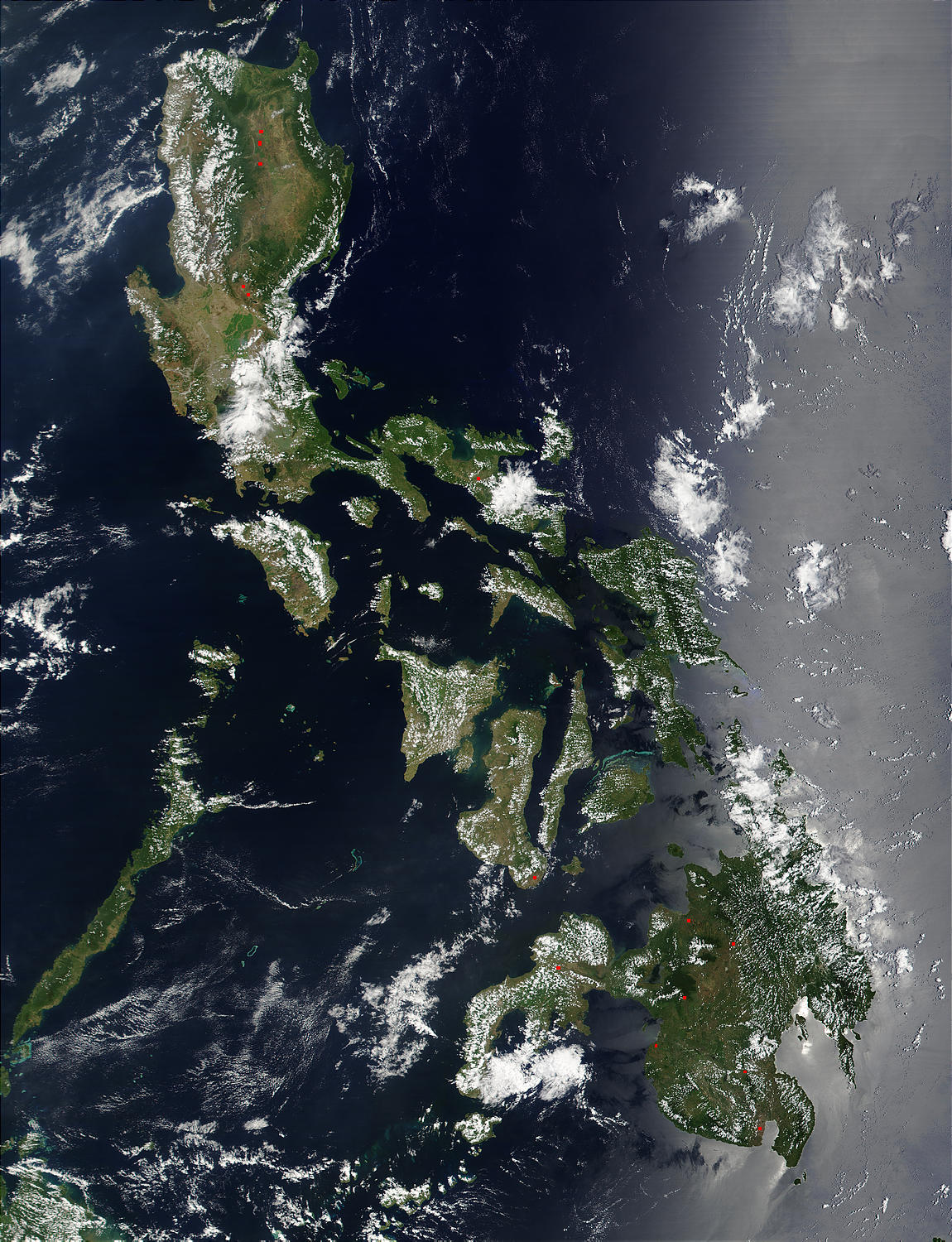
Satellitenbild der Philippinen

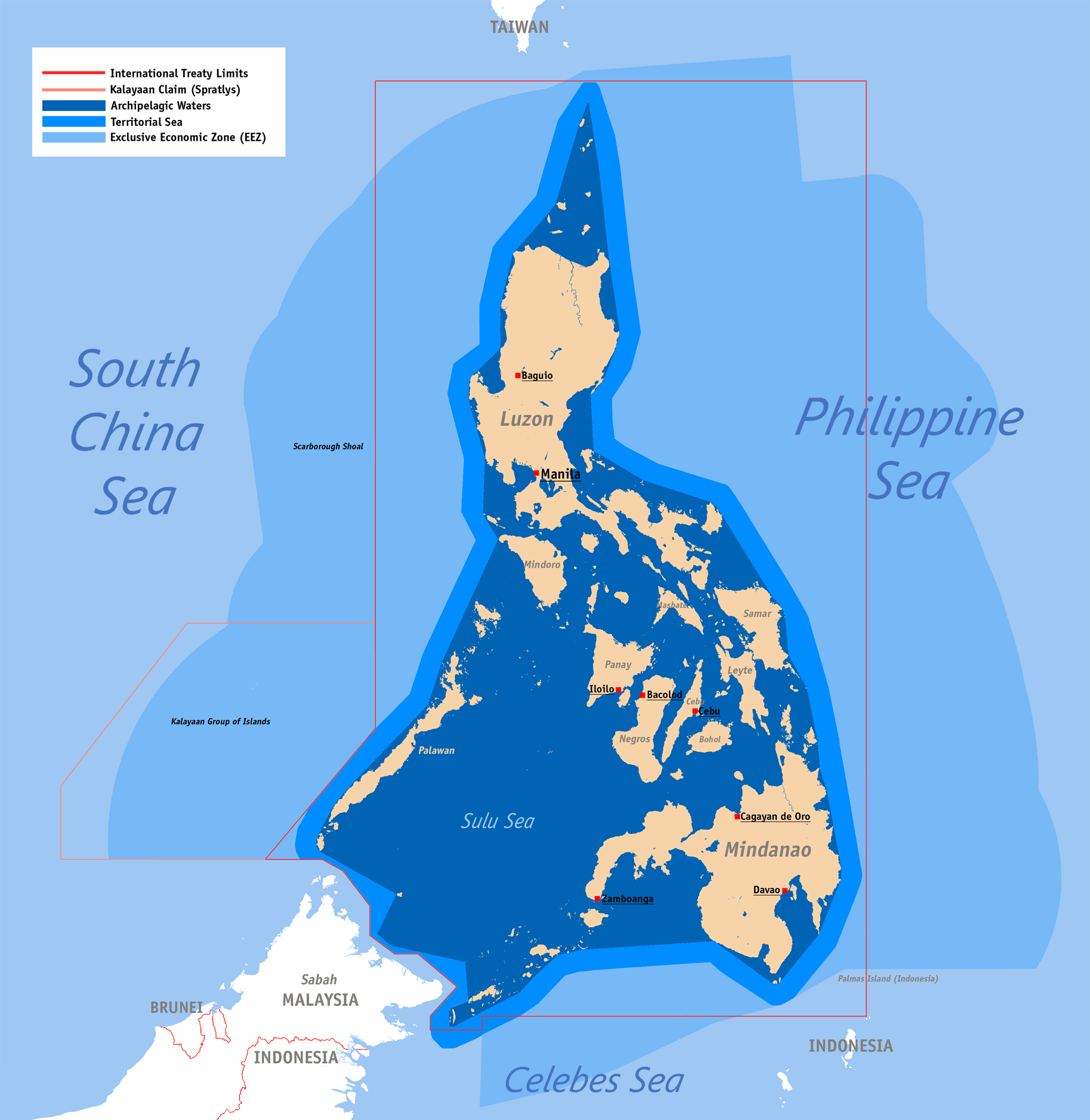
Territoriale Abgrenzung der Philippinen

Die Philippinen sind ein aus 7.641 Inseln bestehender Archipel in Südostasien, dessen Gesamtfläche etwa 300.000 km² einnimmt. Das Gebiet, das der Inselstaat beansprucht, befindet sich rund 800 km östlich der Südostasiatischen Halbinsel, südlich von Taiwan und nördlich der Insel Borneo.
Politisch wird die Geographie der Philippinen im Allgemeinen in drei Hauptgruppen unterteilt:
- die nördliche Luzon-Gruppe
- die Visayas-Gruppe, welche die zentral gelegenen Inseln umfasst
- die den Süden einnehmende Mindanao-Gruppe.

Die elf größten Inseln Luzon, Mindoro, Palawan, Panay, Negros, Cebu, Bohol, Leyte, Samar und Mindanao beanspruchen über 90 % der gesamten philippinischen Landfläche.
Der Archipel liegt in einem Teil des westlichen Pazifiks, der dem Pazifischen Feuerring angehört und durch ein erhöhtes Erdbebenrisiko und aktiven Vulkanismus charakterisiert ist. So sind die Inseln praktisch ausschließlich vulkanischen Ursprungs, weshalb die bedeutendsten Berge des Landes, wie der Berg Mayon, der Pulag und der Apo, allesamt vulkanische Erhebungen sind. Im Gegensatz dazu wird der Meeresabschnitt östlich des Inselstaates von einer mächtigen Tiefseerinne durchzogen, dem Philippinengraben, dessen tiefste Stelle sich 10.540 m unter Wasseroberfläche befindet.

## Zahlen und Fakten

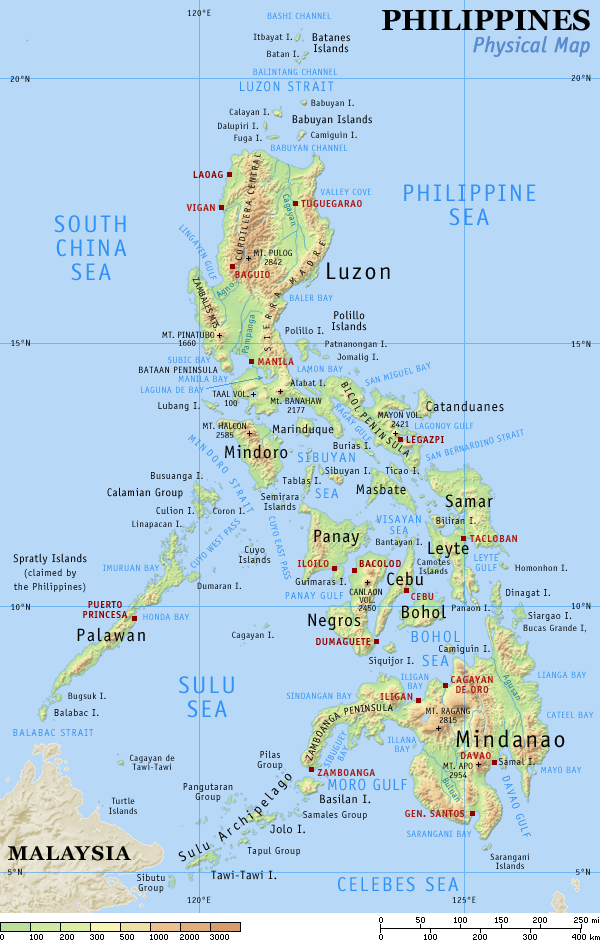
Topographische Karte der Philippinen

Der philippinische Archipel besteht nach offizieller Zählung aus exakt 7641 Inseln. Dabei beansprucht der Staat für sich eine Ausschließliche Wirtschaftszone (AWZ) von 200 sm außerhalb seiner Ufer. Das Gebiet der Philippinen umfasst damit eine Gesamtfläche von 342.903 km² und erstreckt sich über ein Gebiet zwischen dem 5. und dem 20. nördlichen Breitengrad über eine Strecke von 1.850 Kilometern sowie auf eine Länge von 1.127 km, die das Gebiet vom 112. bis zum 127. Längengrad einnimmt. Damit sind die Philippinen der fünftgrößte Inselstaat der Erde. Nur etwa 860 der Inseln sind bewohnt, etwa 3.144 mit einem Namen versehen. Nur 13 Inseln besitzen eine Fläche von mehr als 1.000 km², 47 Inseln haben eine Fläche von mehr als 100 km² und 357 Inseln sind größer als 2,5 km². Die elf größten Inseln machen zusammen 94 % der philippinischen Landmasse aus, wobei alleine zwei von ihnen – Luzon und Mindanao – Flächen von 108.172 beziehungsweise 97.530 Quadratkilometer besitzen. Da alle Landflächen der Philippinen von Wasser umgeben sind, besitzt der Archipel mit einer Summe von 36.289 km eine der längsten Küstenlinien aller Nationen der Welt. Die meisten Filipinos leben dabei an oder in der Nähe der Küstenzonen.
Im Norden grenzt das Staatsgebiet der Philippinen an das Gebiet der Republik China (Taiwan), von dem es durch die Luzonstraße getrennt ist. Westlich des philippinischen Archipels und jenseits des Südchinesischen Meeres liegt das Territorium der Sozialistischen Republik Vietnam, während südwestlich die Sulusee den zu Malaysia gehörenden Abschnitt der Insel Borneo von den philippinischen Inseln trennt. Im Süden des Inselstaates befinden sich die Celebessee und das Staatsgebiet Indonesiens. Im Osten dagegen bestimmt die Philippinensee den Übergang zum Pazifischen Ozean.
Grundlegend werden die Inseln der Philippinen, wie bereits erwähnt, in drei geografische Hauptregionen oder -gruppen zusammengefasst. Der nördlichen Luzon-Gruppe gehören neben der eigentlichen Insel Luzon zudem die Inseln Mindoro, Marinduque, Masbate, Palawan und den Batanes-Inseln an. Die mittlere Inselgruppe ist unter dem Namen Visayas bekannt und umfasst die zentral gelegenen Inseln Bohol, Cebu, Leyte, Negros, Panay, Samar und Biliran. Die südliche Mindanao-Gruppe wiederum besteht aus der Insel Mindanao selbst, sowie aus dem Sulu-Archipel, dem hauptsächlich die Inseln Basilan, Jolo und Tawi-Tawi angehören. Diese drei Hauptgruppen werden gleichsam durch die drei Sterne verkörpert, die die weiße Ecke der Flagge der Philippinen zieren.
Den nördlichsten Punkt markiert die Insel Y'Ami, den südlichsten die Insel Saluag, die der Inselgruppe der Sibutu im äußersten Südwesten des Sulu-Archipels angehört. Die östlichste Stelle ist der Pusan Point in der Provinz Davao Oriental, während sich die westlichste auf den Spratly-Inseln bei etwa 112° 00' östlicher Breite befindet. Exakt im geografischen Zentrum des philippinischen Archipels liegt die Inselprovinz Romblon.

## Bergzüge und Vulkangipfel

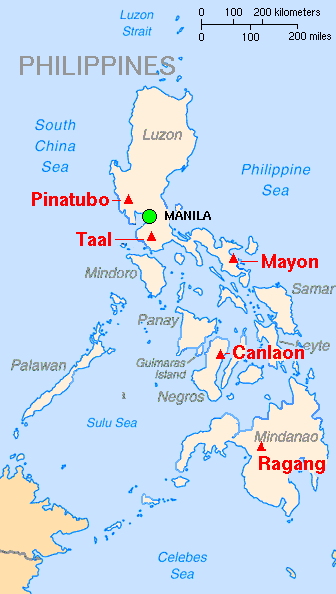
Die Karte zeigt die wichtigsten Vulkane des philippinischen Archipels

Der gesamte philippinische Archipel ist ein stark von Erdbeben gefährdetes Gebiet. Viele Vulkane des Landes sind aktiv, wie der schwere Ausbruch des Pinatubo auf Luzon im Jahr 1991 oder die jüngste Eruption des Berges Mayon nahe Legazpi City anschaulich zeigt.
Der höchste Berg des Landes ist der Apo auf Mindanao, dessen Gipfel 2.954 m über den Meeresspiegel emporragt. Der zweithöchste Gipfel ist der Dulang-dulang im Kitanglad-Gebirge, er erreicht eine Höhe von 2.938 Metern, gefolgt vom Pulag auf der Insel Luzon mit einer Höhe von 2.922 m.
Der Mayon gilt als einer der attraktivsten Vulkane weltweit, da er sich durch einen nahezu perfekt geformten Kegel auszeichnet. Mit 48 Ausbrüchen seit 1616 besitzt er eine sehr eruptionsreiche Geschichte, wobei mit einer weiteren heftigen Eruption jederzeit zu rechnen ist. Ein weiterer bekannter Vulkan ist der Taal, der sich südlich von Manila befindet und dessen wassergefüllter Krater den Taalsee und damit den drittgrößten See des Landes bildet. Zwei der größten Vulkaneruptionen die sich auf den Philippinen ereigneten waren die
Eruption des Parker im Jahre 1641 und die des Pinatubo im Jahre 1991, die mit dem Vulkanexplosivitätsindex 5 und 6 beziffert wurden.
Das Hochland des nördlichen Luzon, auch Cordillera Central genannt, erhebt sich auf 2.500 bis 2.750 Meter und bestimmt gemeinsam mit der Sierra Madre die Gestalt der Insel Luzon. Hier, wie auch in den von Regenwald überwucherten Bergen von Mindanao, bot sich für zahlreiche indigene Hochland-Volksgruppen ein sicherer Unterschlupf, da sie sich nur hier, in diesen abgelegenen Gebieten ihre ursprüngliche Kultur bewahren konnten. Die Regenwälder sind zudem der Hauptlebensraum für mehr als 500 Vogelspezies, darunter der Affenadler sowie für rund 800 verschiedene Orchideen und etwa 850 unterschiedliche Arten von Blütenpflanzen.
Die meisten der Inseln sind von tropischem Regenwald bedeckt. Allerdings verringerte der illegale Holzeinschlag die Regenwaldfläche auf weniger als 10 % der gesamten Landfläche. Die Inseln zeichnen sich zumeist durch einen schmalen Küstenstreifen und viele schnell strömende Flüsse aus. Jede Insel verfügt über zahlreiche Sandstrände, aber nur wenige davon erweitern sich im Hinterland zu einer geräumigen Tieflandebene. Es existieren auf dem Archipel nur wenige größere ebene Flächenabschnitte und lediglich eine geringe Anzahl an schiffbaren Flüssen.

## Flüsse und Seen
Der längste der insgesamt 421 Flüsse des Landes ist der Cagayan-Fluss, auch Rio Grande de Cagayan genannt, in Nord-Luzon, dessen Verlauf sich auf 505 km erstreckt. Zu den großen Strömen des Landes zählen weiterhin der Pulangi-Fluss, der in den großen Mindanao-Fluss oder Rio Grande de Mindanao übergeht, der Agusan, der die Insel Mindanao von Süden nach Norden durchströmt, sowie der Pampanga-Fluss, der das südliche Zentral-Luzon von Osten her durchquert, um am Ende in die Bucht von Manila zu münden.
Laguna de Bay, östlich der Bucht von Manila, ist mit 911 bis 949 km² der größte Süßwassersee auf den Philippinen. Gemäß ihrer Fläche folgen der Lanao-See auf Mindanao mit 340 km², der im Krater des Vulkans Taal gelegene Taalsee (244 km²) und der ebenfalls auf Mindanao befindliche Mainit-See (150 km²).

## Meere und Meeresabschnitte
Das Seegebiet, das den philippinischen Archipel umgibt, gehört zum westlichen Ausläufer des Pazifischen Ozeans. Im Norden trennt die Straße von Luzon die philippinischen Inseln vom benachbarten Taiwan, während die Philippinensee das Seegebiet des gesamten philippinischen Ostens bestimmt. Westlich der Inseln Luzon und der noch weiter westlich gelegenen Insel Palawan öffnet sich wiederum das Südchinesische Meer. Im Süden erstreckt sich die Sulusee, die im Nordwesten durch die Inseln Palawan, im Norden und Osten durch Mindoro, Panay, Negros sowie von Mindanao und letztlich im Süden und Südosten von Borneo und dem Sulu-Archipel eingeschlossen wird. Als Sibuyan-See bezeichnet man wiederum ein Seegebiet, das in seinem Nordosten und Osten von der Bicol-Halbinsel, im Nordwesten von Mindoro, im Süden von Panay und im Südosten von Masbate begrenzt wird. Der Meeresabschnitt, der den Süden der Philippinen zwischen den Inseln Mindanao und Sulawesi bestimmt, wird als Celebessee bezeichnet.
Die Silhouetten der verschiedenen Inseln sind durch zahlreiche kleinere und größere Buchten und Golfe bestimmt, von denen die Bucht von Manila, der Golf von Leyte, der Golf von Moro sowie der Golf von Davao die größten und bedeutendsten des Archipels sind. Summiert man die Küstenlinien aller Inseln auf, so ergibt sich eine Strecke von mehr als 36.000 km.
Außerhalb der Küste des östlichen Mindanaos, inmitten der Philippinensee, liegt der Philippinengraben, der, nach dem Marianengraben, die tiefste Stelle des gesamten Globus beherbergt. Im sogenannten Galatheatief liegt der Meeresgrund 10.430 m unter der Meeresoberfläche. Diese Stelle liegt im westlichen Teil dieser Tiefseerinne, die sich insgesamt über eine Länge von 1325 km erstreckt.

## Tourismusziele und Sehenswürdigkeiten

### Allgemein

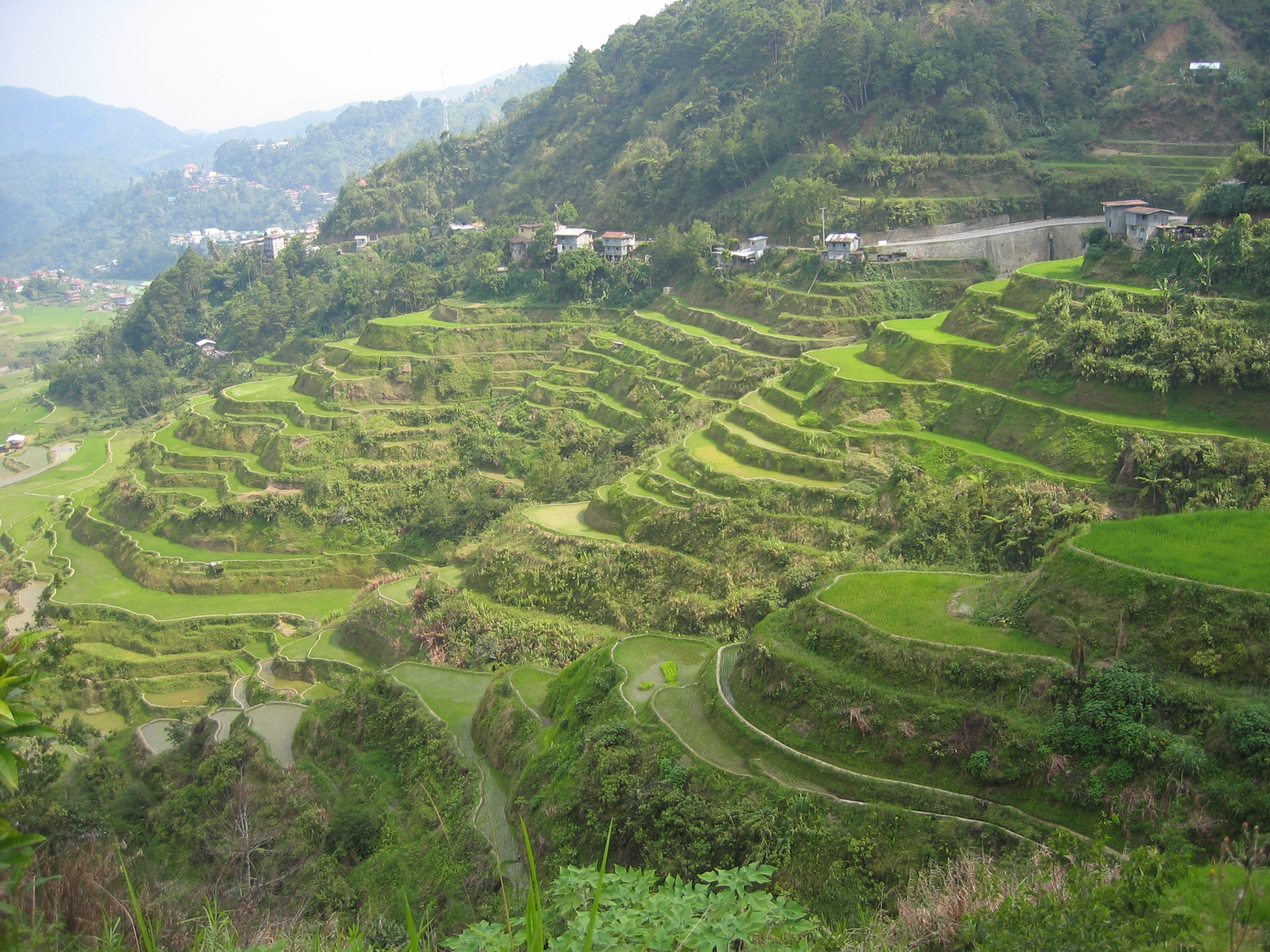
Die Reisterrassen bei Banaue

Die Philippinen sind insbesondere für ihre tropische Landschaft bekannt, die neben klimatisch angenehm warmen bis heißen Temperaturen reizvolle Sandstrände, bemerkenswerte Tauchgebiete, sehenswerte Wasserfälle und beeindruckende Berggipfel zu bieten hat. Zu den Hauptattraktion der philippinischen Inseln zählen die Reisterrassen in den philippinischen Kordilleren, die wie der Puerto-Princesa-Subterranean-River-Nationalpark auf Palawan in der Nähe von Puerto Princesa, das Tubbataha-Riff in der Sulusee, die Barockkirchen in Manila, Paoay und Miagao sowie die historische Altstadt von Vigan City zum UNESCO-Welterbe erklärt wurden. Daneben sind die Chocolate Hills auf Bohol, der bereits erwähnte Mayon bei Legazpi City und der 50 km südlich von Manila gelegene Taal die bekanntesten Sehenswürdigkeiten des Landes.
Erste Anlaufstation für Touristen sind vornehmlich die Städte Manila und Cebu City, die neben Davao City über einen internationalen Flughafen verfügen. Auf der Insel Mactan finden sich entlang ihrer Ostseite zahlreiche überregional bekannte Strandresorts. Weitere weltweit bekannte Touristenziele sind die Insel Boracay, ca. 500 m von der Nordspitze ihrer größeren Nachbarinsel Panay entfernt, die Insel Panglao bei Tagbilaran, Bohol, das Stadtgebiet von Island Garden City of Samal sowie Dinagat, El Nido im Norden Palawans und auf Camiguin.
Aufgrund der Topografie der meisten philippinischen Inseln, die von hohen Bergen geprägt ist, welche schließlich zu den Küsten hin steil abfallen, sind überall auf den Philippinen beeindruckende Wasserfälle anzutreffen. Allein im Umfeld der Stadt Iligan City finden sich mehr als 20 Fälle, von denen die Maria-Cristina-Wasserfälle, die Tinago- und die Limunsudan-Wasserfälle, die mit 265 m die höchste Fallhöhe aller Wasserstürze des Landes aufweisen, die bedeutendsten sind. Ein weiteres nennenswertes Tourismusziel sind die Pagsanjan-Wasserfälle, die, knapp 90 km von Manila entfernt und im Urwald gelegen, lediglich mit Langbooten zu erreichen sind.
Zum Schutz und Erhalt der einheimischen Flora und Fauna wurden auf den Philippinen in den vergangenen Jahrzehnten verschiedene Nationalparks und Naturschutzgebiete eingerichtet. Hierzu gehören neben dem genannten Puerto-Princesa Subterranean River National Park der Apo Reef Marine Natural Park westlich von Mindoro, der Mount Apo Natural Park in der Nähe von Davao City, das Naturreservat des Bergs Makiling südlich von Manila oder auch der Hundred Islands National Park, ein Archipel, der aus 123 kleineren Inseln besteht und sich im Nordwesten von Luzon befindet.

### Nationalparks und Schutzzonen der Philippinen
Inselgruppe Luzon:
Insel Mindoro & Palawan:
Inselgruppe der Visayas:
Inselgruppe Mindanao:

## Detaillierte Topografie

### Luzon-Gruppe

#### Batanes und Babuyan-Inseln
Den äußersten Norden des philippinischen Archipels bilden die Batan- und Babuyan-Inseln. Beide Inselgruppen befinden sich in der Luzonstraße südlich der Insel Taiwan, wobei die Babuyan-Inseln südlich der Batan-Inseln liegen. Der Kanal, der zwischen den Batan-Inseln und Taiwan hindurchführt, wird als Bashistraße bezeichnet und ist ca. 80 km breit. Die nördlichste der Batan-Inseln ist Y'Ami, die, wie zuvor bereits erwähnt, den nördlichsten Punkt der Philippinen markiert.

#### Luzon

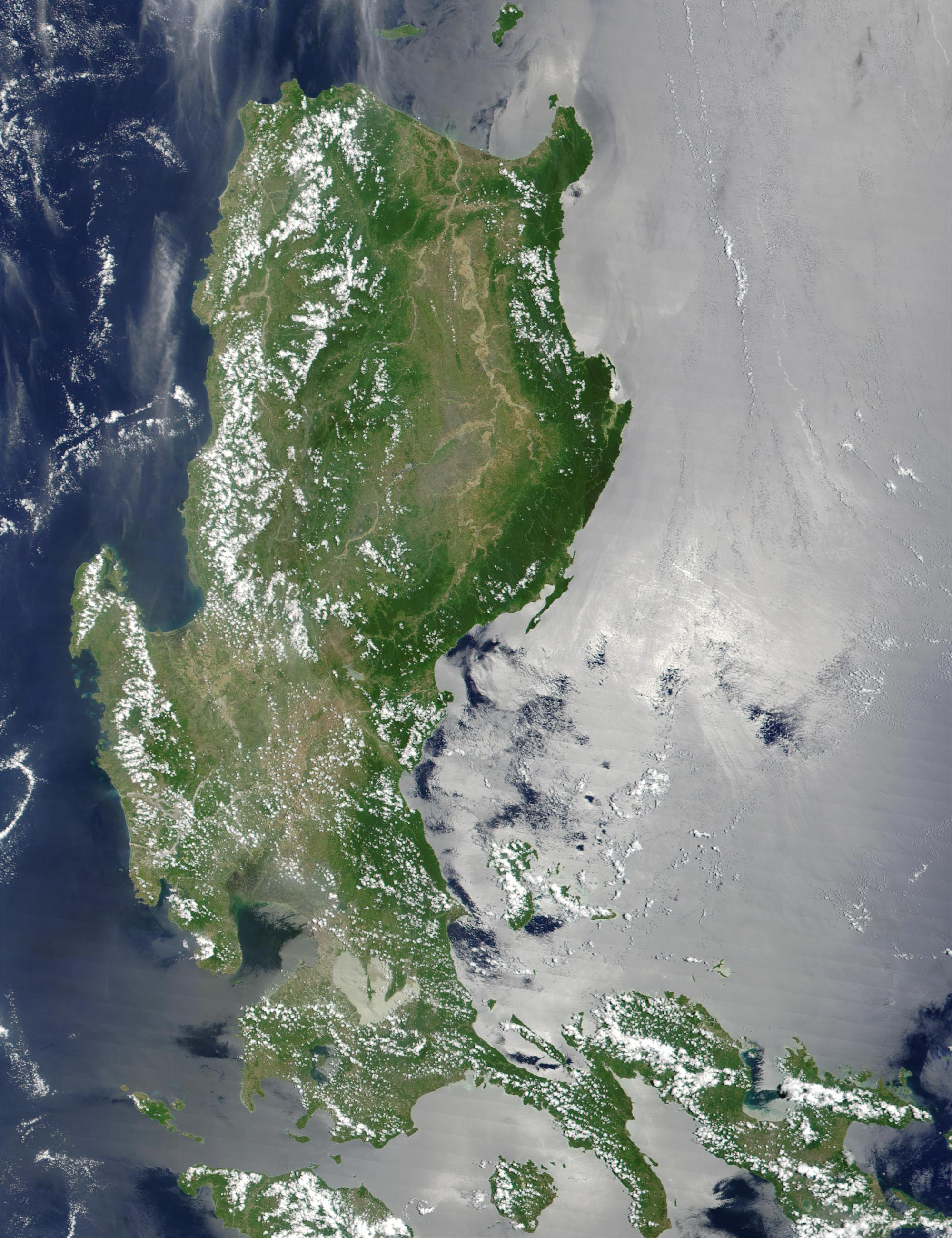
Satellitenbild der nördlichen Philippinen (Luzon)

Die große nordphilippinische Insel Luzon hat eine Gesamtfläche von 108.172 Quadratkilometer und belegt somit den 17. Platz der größten Inseln der Welt. Sie ist zudem eine der vier bevölkerungsreichsten Inseln auf dem gesamten Globus. Auf Luzon befinden sich neben der Hauptstadt Manila ebenso die bevölkerungsreichste Stadt des Landes, Quezon City. Die Insel ist sehr gebirgig und die Heimat des Bergs Pulag, dem dritthöchsten Berg der Philippinen, sowie verschiedener Vulkane wie dem Pinatubo, dem Mayon und dem Taal. Die Ufer im Westen der Insel Luzon grenzen an das Südchinesische Meer, die Küste im Osten liegt an der Philippinensee, während die Luzonstraße die nördliche Grenze kennzeichnet.

##### Nord-Luzon
Das nördliche Luzon wird durch die Gebirgsmassive der Philippinischen Kordilleren bestimmt. Diese bestehen aus der westlich gelegenen Cordillera Central, den zentral gelegenen Caraballo-Bergen und der östlich gelegenen Sierra Madre.
Entlang der westlichen Küstenlinie dehnt sich eine langgezogene schmale Ebene der Ilocos-Region aus, hinter der sich in Richtung Landesinnere die Cordillera Central erheben. Dieses breite Gebirgsmassiv besteht aus drei Bergketten, die eine Nord-Süd-Ausrichtung haben. Die westliche Bergzug der Cordillera Central erreicht bereits Höhen um die 1500 Meter, wie am Tirad-Pass. Hinter dem westlichen Bergzug liegen die breiten Flusstäler des Abra und des Laoag, die wie der Amburayan die westliche Kordillere durchbrechen und in weiten Mündungsgebieten im Meer enden. Im Südosten der Cordillera Central liegt das Tal des Magat-Flusses, in dem sie der 117 km² große Magat-Stausee befindet.
Hohe Gebirgszüge und tief eingeschnittene Täler charakterisieren den zentralen Abschnitt der Cordillera Administrative Region, dem Zentralgebiet der Cordillera Central. Die Region ist sehr wasserreich und es entspringen am Berg Data die großen Flüsse Agno und der Rio Chico. Im zentralen Teil der Cordillera erreicht das Gebirge Höhen von 2.500 bis 2.700 Metern und flacht nach Norden hin ab auf Höhen von 1.000 bis 1.500 Metern. Die höchsten Berge liegen im südlichen Teil der Cordillera und erreichen am Pulag ihre größte Höhe.

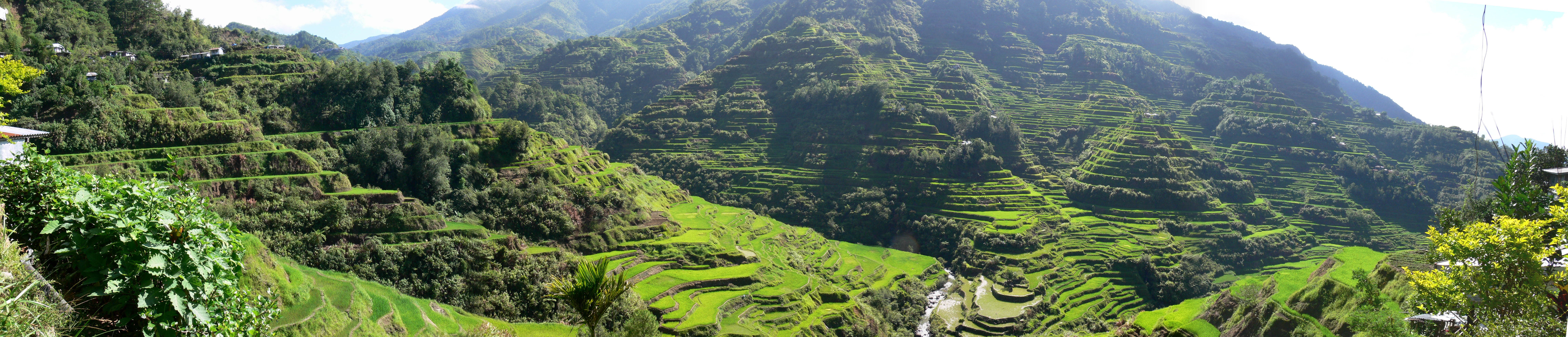
Panoramasicht auf die Reisterrassen von Banaue, im westlichen Teil der Cordillera Central

Überwindet man die Cordillera Central und bewegt sich weiter nach Osten, erreicht man das Cagayan Valley. Dieses große Tal, besser gesagt diese Ebene, nimmt den Großteil der nordöstlichen Region der Insel ein und wird von der Sierra Madre im Osten und den Caraballo-Bergen im Süden begrenzt. Durch die Ebene strömt von Süden nach Norden der Cagayan, der längste Fluss der Philippinen. Der andere große Fluss in dieser Ebene ist der Abulug, er entwässert den nordwestlichen Teil der Ebene. Im äußersten Nordosten der Region liegt die kleine Insel Palaui, der Hauptinsel vorgelagert. Sie ist auch bekannt unter dem Namen Boracay des Nordens.
Das Sierra Madre-Gebirge ist mit ca. 350 Kilometern länge die längste zusammenhängende Gebirgskette auf den Philippinen. Sie beginnt im äußersten Nordosten der Insel und erreicht sehr schnell Höhen von über 1000 Metern über dem Meeresspiegel. Sie zieht sich entlang der gesamten Ostküste Luzons bis hinunter zur Landenge in der Provinz Quezon und erreicht in der Region Nordluzons ihre größte Höhe, bis 1.850 Meter am Berg Anacuao. Im mittleren Teil seiner Ausdehnung vereint sich das Gebirgsmassiv mit der Cordillera Central. Dieser Gebirgsknoten wird als die Caraballo-Berge bezeichnet. Der Übergang dieser Gebirgsregion in die zentrale Ébene von Luzon markiert den Abschluss Nordluzons. Für die westlich des Sierra Madre-Gebirges gelegenen Gebiete stellt das Gebirge so etwas wie eine Wand dar, die sich den meisten tropischen Wirbelstürmen entgegenstellt.

##### Zentral-Luzon

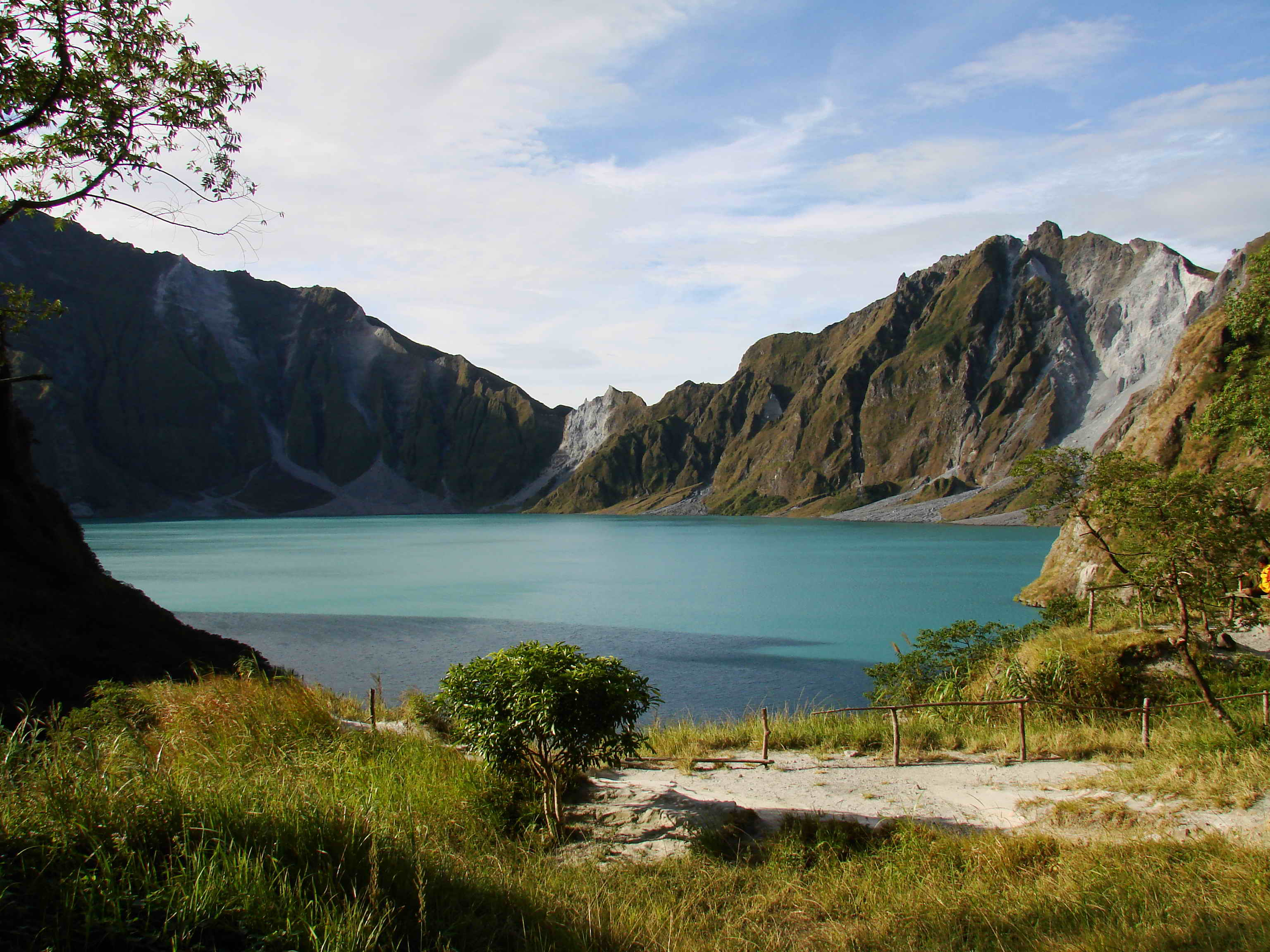
Der Kratersee des Pinatubo

Unterhalb der den Nordwesten Luzon bestimmenden Ilocos-Region ragt eine breite aber langgezogene Halbinsel in den Ozean, die das Gebirgsmassiv der Zambales-Berge beherbergt. Dieses Massiv trennt die zentrale Ebene Luzons vom Südchinesischen Meer und bildet die Westfront der Philippinische Kordilleren. Die größte Erhebung dieses Zuges ist der Berg Tapulao, der ebenso unter dem Namen High Peak bekannt ist und eine Gipfelhöhe von 2.037 Meter erreicht. Hier ist auch die Heimat des berühmten Bergs Pinatubo, dessen Gipfel 1.486 m über dem Meeresspiegel liegt. Die südlichen Ausläufer der Zambales-Berge erstrecken sich bis auf die Halbinsel Bataan. Diese wird dominiert von den beiden majestätischen Vulkanen Mariveles und Natib und ragt weit in die Bucht von Manila hinein und bildet so den nordwestlichen Teil dieses großen Meerbusens.
Da die Bucht von Manila bis auf einen 19 km breiten Zugang fast vollständig von Land umschlossen ist, dient sie der philippinischen Metropolregion Manila, die das gesamte Ostufer der Bucht einnimmt, als ein natürlicher Hafen. Nördlich und östlich der Bucht von Manila öffnet sich die zentrale Luzon Ebene, die von großen Flüssen, wie dem Pampanga entwässert wird und deren nördlichen Ausläufer bis an den Golf von Lingayen reicht. Im Zentrum der Ebene erhebt sich der 1.026 Meter hohe Schichtvulkan Arayat wie ein Inselberg aus dem flachen Terrain. Südöstlich des erloschenen Vulkans breiten sich die Candaba-Flussmarschen aus. Die Ebene gehört zu den am dichtesten besiedelten Gebieten der Philippinen und stellt gleichzeitig eines der wichtigsten landwirtschaftlich genutzten Regionen des Landes dar. Die wichtigsten Städte außerhalb der Metropolregion sind Tarlac City, Angeles City und Cabanatuan City. Der östliche Teil von Zentral-Luzon wird von der Sierra Madre Gebirgskette beherrscht. Durch die Errichtung des Angat-Stausees und der Einrichtung des Angat Watershed Forest Reserve in der Sierra Madre, spielt dieser Region eine wichtige Rolle in der Wasser- und Energieversorgung der Metro Manila. Eine andere große Talsperre ist der Pantabangan-Stausee in der Region. Der geographisch südliche Abschluss dieser großen Ebene markiert der größte Binnen-Süßwassersee auf den Philippinen, der Laguna de Bay. In der südlichen Sierra Madre liegen der Caliraya-See und der Lumot-See, die beide ein wichtiges Naherholungsgebiet sind. Südlich von Manila erstreckt sich wiederum eine hüglige Landschaft, in der der Vulkan Taal und der Taalsee beliebte Ausflugsziele darstellen. Südwestlich des Taalsees liegt ein weiterer Vulkan, der Panay, auf der Halbinsel Calumpang, diese trennt die Balayan-Bucht von der Batangas-Bucht. Beide sind beliebte Gewässer für Taucher aus aller Welt, aufgrund der sehr klaren Gewässer. Südlich der Laguna de Bay ragen weitere mächtige Berge auf, wie der 2.158 Meter hohe Banahaw, der gleichzeitig die südliche Grenze von Zentral-Luzon darstellt.

##### Die Bicol-Halbinsel
Im Südosten der Insel Luzon verjüngt sich die Landmasse zwischen der Bucht von Lamon und der Bucht von Tayabas zu einem schmalen Band, das sich im weiteren Verlauf zur Bicol-Halbinsel verbreitert. Diese stellt den südöstlichen Ausläufer von Luzon dar und ist durch die Landenge von Tayabas mit der Hauptinsel verbunden. Im nördlichen Teil der Bucht von Lamon liegt der aus 24 Inseln bestehende Polillo-Archipel. Nördlich der Halbinsel liegt eine weitere Inselgruppe der Calaguas in der Philippinensee.
Auf der Bicol-Halbinsel liegen zahlreiche aktive Vulkane, wie der Masaraga, der Malinao, die Pocdolberge und der Mayon, der als einer der aktivsten Vulkane auf den Philippinen gilt. Wegen des nahezu perfekt geformten Kegels zählt er zu einer der bekanntesten Sehenswürdigkeiten des philippinischen Archipels. Um diese mächtige Erhebung herum wird die Halbinsel von einer ausgedehnten Ebene bestimmt, die vor allem den Reisanbau begünstigt. Von der Bicol-Halbinsel spreizen sich zahlreiche andere Halbinseln ab, wie die gebirgige Halbinsel Caramoan, die die Form eines Ambosses besitzt oder die weit ausladende Bondoc-Halbinsel, die den Golf von Ragay formt. Südöstlich die Caramoan-Halbinsel erstreckt sich der Golf von Lagonoy, der vom Golf von Albay durch die Inseln Rapu-Rapu, Batan- und Cagraray Island getrennt wird.
Der größte Fluss der Bicol-Halbinsel ist der Bicol-Fluss, dessen Quellen am Berg Labo und um die Vulkane Iriga und Isarog liegen. Er entwässert den mittleren Teil der Halbinsel und bildet zahlreiche Seen, wie den Bato-See, den Buhi-See und den Baao-See und mündet in die San-Miguel-Bucht. Nordöstlich der Bicol-Halbinsel liegt die Insel Catanduanes, die mit 1.492 km² zu den größten Inseln dieses Bezirks zählt. Die südöstliche Spitze wiederum ist der Provinz Sorsogon zugehörig und wird durch eine unregelmäßige Topografie gekennzeichnet, deren höchsten Gipfel mit 1.565 m der Bulusan darstellt.

#### Mindoro, Marinduque, Romblon und Masbate
Bewegt man sich vom Zentrum der Bicol-Halbinsel nach Westen, so gelangt man zuerst zur kleineren Insel Marinduque, die eine Fläche von 953 km² hat und von dem 1.157 m hohen Vulkan Malindig bestimmt wird. Wie die meisten anderen Inseln ist auch Marinduque von zahlreichen kleineren umgeben, sie ist gebirgig und im Zentrum stark bewaldet.
Weiter westlich befindet sich die Insel Mindoro, die siebtgrößte der Philippinen. Ihre Küsten grenzen im Nordwesten an das Südchinesische Meer, im Nordosten an die Isla-Verde-Straße, im Südosten an die Sibuyan-See und im Westen an der Mindoro-Straße. Im Norden der Insel liegen die Lubang-Inseln und im Nordosten die Insel Luzon.
Die Topographie von Mindoro wird durch einen Gebirgszug bestimmt, der sich über die gesamte Nord-Süd-Ausdehnung der Insel erstreckt. Die höheren Berge finden sich im zentralen Teil des Inselgebirges. Der Berg Halcon, der höchste Berg von Mindoro, dominiert mit 2.582 m deren nördlichen Teil, während der 2.488 Meter hohe Berg Baco den Süden dominiert. Größere Flachlandebenen finden sich im östlichen Teil der Insel, in dem sich der größte Binnensee Mindoros befindet, der Naujan-See. Er ist mit 81,25 km² das fünftgrößte Binnengewässer auf den Philippinen.
Südöstlich von Mindoro breitet sich die Inselprovinz Romblon aus, die aus den drei Hauptinseln Tablas, Sibuyan und Romblon selbst besteht. Die Inselgruppe liegt nahezu im Zentrum des philippinischen Archipels und ist teilweise ebenso gebirgig wie grün, wie auf der 465 km² großen Insel Sibuyan sich der 2.058 Meter hohe Guiting-guiting erhebt.
Südlich der Bicol-Halbinsel und südöstlich der Romblon-Provinz begrenzt die Insel Masbate und gleichnamige Provinz die Sibuyan-See. Die Provinz Masbate besteht aus drei den Inseln Masbate, Burias und Ticao, die zusammen eine Gesamtfläche von 4.152 km² haben.

### Visayas-Gruppe

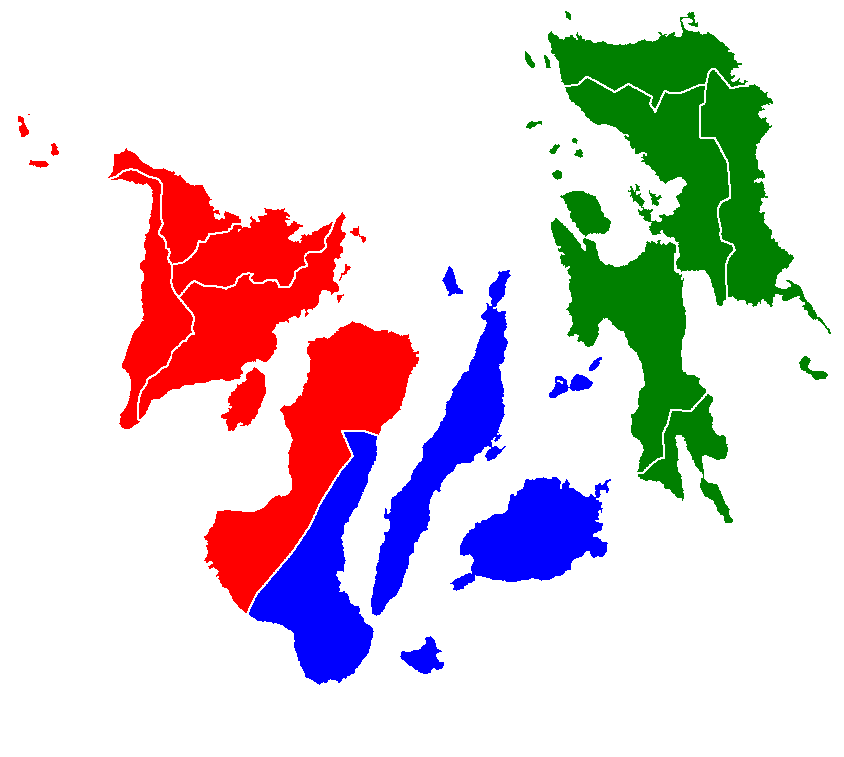
Karte der Visayas zeigt die Bezirkseinteilung

Mit der Bezeichnung Visayas werden die zentral gelegenen philippinischen Inseln zusammengefasst, die das Gebiet zwischen den großen Inseln Luzon im Norden und Mindanao im Süden bestimmen. Zu den Visayas gehören, von West nach Ost genannt, die Inseln Palawan, Panay, Negros, Cebu, Bohol, Leyte und Samar.

#### Negros und die Calamian-Inseln
Die Insel Negros, die den zentral gelegenen, äußeren Westen des Archipels markiert, ist zugleich mit 13.328 km² die viertgrößte philippinische Insel. Zu ihr gehören einige weitere kleinere Inseln, die sich rund um die Hauptinsel verteilen. Die umstrittenen Spratly-Inseln, nur wenige hundert Kilometer im Westen gelegen. Ebenso ein Teil der Provinz Palawan sind die Calamian-Inseln. Zu ihr gehören unter anderem die Insel Coron und Busuanga, die für ihre teilweise bizarren Küstenformen bekannt sind. Auf der Halbinsel Calauit, auf Busuanga, leben unter anderem Giraffen und anderes afrikanisches Großwild. Östlich von Palawan liegt der Cuyo-Archipel und südöstlich der Cagayan-Archipel, inmitten der Sulusee.
Die Insel Palawan (gehört zur Region IV-B/MIMAROPA) ist fast 434 km lang, maximal 39 km breit und an der schmalsten Stelle, an der Ulugan-Bucht, nur 8,5 km breit. Die Insel besitzt eine unregelmäßige Küstenlinie von fast 2.000 km Länge, die von 1.780 Inseln und Inselchen gesäumt ist. Ihre felsigen Buchten und weißen Sandstrände machen sie zu einem attraktiven Tourismusziel, die tiefste Bucht ist der Malampaya Sound in dem auch der seltene Irawadidelfin lebt. Die Hauptinsel ist über weite Strecken mit Urwald bewachsen, der sich wie ein Teppich über die Bergketten des Inlandes legt. Der höchste Gipfel, der Berg Mantalinganhan, ragt 2085 m empor. Das Gelände bietet neben den gebirgigen Abschnitten eine Mischung aus Küstenebenen, schroffen Ausläufern und Taldeltas, die von dichtem Wald überdeckt sind und von zahlreichen Flüssen durchzogen werden. Im Nordosten der Insel liegt der größte Binnensee der Insel Palawan, der Manguao-See.

#### Panay

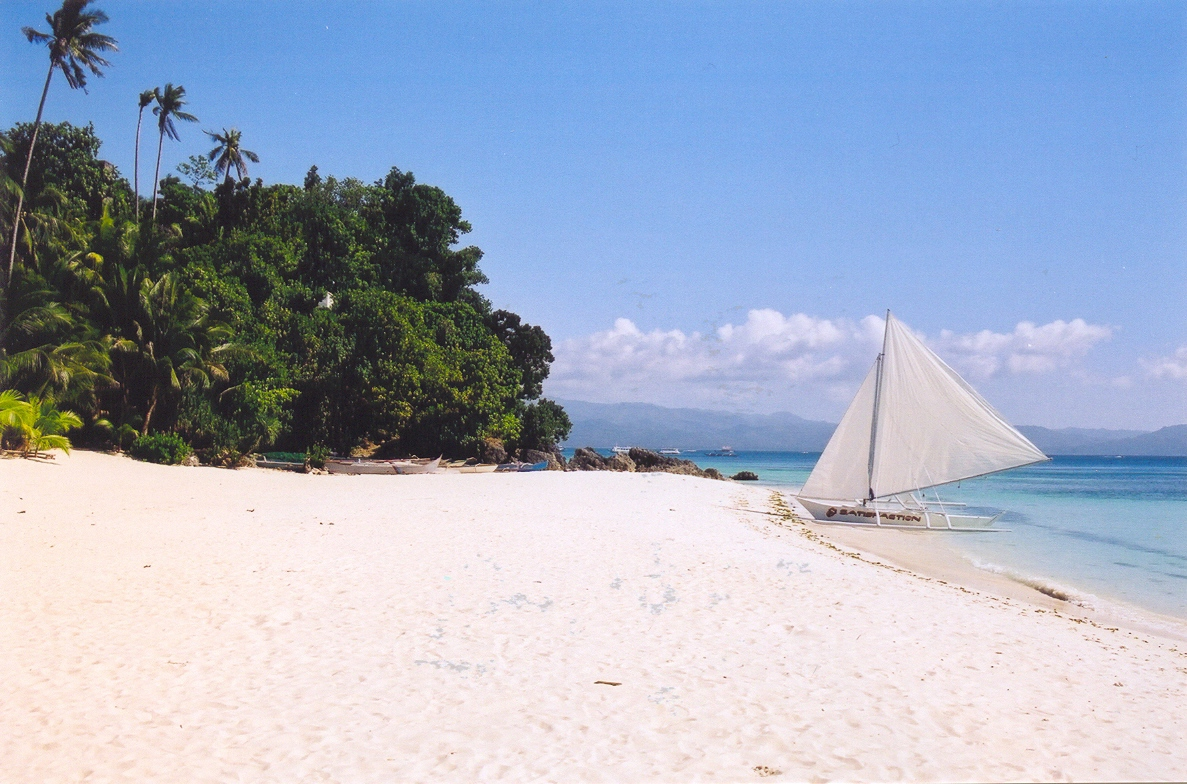
Der Sandstrand von Boracay

Östlich von Palawan liegt die Insel Panay. Sie hat eine etwa dreieckige Form deren Spitzen nach Südwesten, Nordwesten und Nordosten ausgerichtet sind. Zwischen Panay und der von ihr weiter ostwärts gelegenen Insel Negros befindet sich die Inselprovinz Guimaras. Im Norden von Panay, inmitten der sich hier ausbreitenden Sibuyan-See, liegt die Insel Romblon. Im Nordosten der Insel liegt die Bancal-Bucht, ihr vorgelagert sind die Inseln Gigantes, Calagnaan und Sicogon. Westlich der Bancal-Bucht, an der Nordküste, liegt die große ausladende Bucht von Pilar. Im Osten von Panay liegt die Insel Pan de Azucar, auf der sich der 606 Meter hohe Berg Manaphaga erhebt und eine markante Landmarke bildet. Im Westen der Insel sind der Hauptinsel die kleineren Inseln Maniguin, Mararison und Batbatan vorgelagert. Weiter westlich von Panay liegt der Cuyo-Archipel, dieser zählt mehr als 40 Inseln.
Die 12.224 km² große Insel wird im westlichen Teil von Süd nach Nord von den Central-Panay-Berge durchzogen, dessen höchste Erhebung der Berg Madias mit 2.117 m, ist, der sich in der Provinz Antique befindet. Dieses Gebirge geht nach Osten hin in eine sanftwellige Hügellandschaft über und an den Küsten im Norden und Osten erstrecken sich ausgedehnte Ebenen. Die Insel wird von einer Anzahl von Flüssen durchzogen, wie dem Aklan-, dem Jalaur-, dem Iloilo- und dem Panay-Fluss. Der Alkan-Fluss bildet an seiner Mündung, bei der Stadt Kalibo, ein 250 km² großes Flussdelta aus, das Kalibo-Feuchtgebiet genannt wird.
Im Nordwesten der Insel liegt die Aklan-Halbinsel, ihr vorgelagert ist die weltweit bekannte Insel Boracay, die für ihre langgezogenen weißen Sandstrände bekannt ist. Sie hat sich in der jüngsten Vergangenheit zu einem der bedeutendsten Tourismuszentren der Philippinen entwickelt und internationale Bekanntheit erlangt. Weiter westlich der Halbinsel liegen die Caluya-Inseln.
Aus einer Einbuchtung des Südteils von Panay, sowie aus der Insel Guimaras und dem westlichen Abschnitt von Negros bildet sich der Golf von Panay aus, der der sich westlich und südwestlich erstreckenden Sulusee angehört. Die Insel wird von ihrer Nachbarinsel Negros durch die Guimaras-Straße getrennt.

#### Negros
Negros liegt geografisch etwas unterhalb des Zentrums des philippinischen Archipels und besitzt eine Gesamtfläche von 13.328 km². Die Insel wird durch eine Bergkette im Zentrum bestimmt, entlang derer die Grenzlinie zwischen den beiden Provinzen Negros Oriental und Negros Occidental verläuft.
Die Insel hat eine Form, die an eine Kartoffel erinnert, die Küstenlinie verläuft jedoch relativ gleichmäßig und wird nur von wenigen tieferen Buchten, wie der Bucht von Bais City, tiefer eingeschnitten. Der Küste vorgelagert sind zahlreiche Korallenriffe und kleinere Inseln, wie die Apo-Insel im Süden und die Insel Sipaway im Osten. Im Südwesten der Insel liegt das Wassereinzugsgebiet des Ilog-Flusses, der ein 50 km² großes Delta an seiner Mündung ausbildet.
Die Topografie der Insel wird von den Vulkan-Gebirgen des Cuernos de Negros (Berg Talinis) im Südosten und den aktiven Vulkanen Mandalagan, Kanlaon und Silay im nördlichen Zentrum der Insel bestimmt. Im Nordosten und Nordwesten der Insel dehnen sich große Ebenen aus. Auf diesen werden hauptsächlich Zuckerrohr angebaut. Negros ist der größte Produzent von Zucker auf den Philippinen, was ihr den Spitznamen die Zuckerinsel eingebracht hat. Auf Negros finden sich einige interessante touristische Punkte, wie die Chocolate Hills of Negros in San Carlos City, die Twin-Seen und der Balanan-See. Die Casaroro-Wasserfälle am Berg Talinis sind die höchsten auf der Inselgruppe der Visayas.

#### Cebu

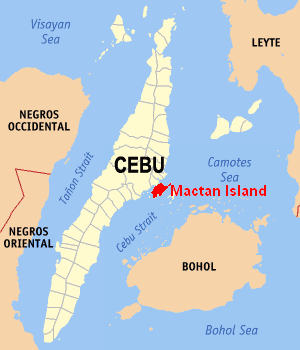
Karte von Cebu und der Insel Maktan

Wiederum östlich von Negros, getrennt durch die Straße von Tañon, erreicht man die langgestreckte Inselsilhouette von Cebu. Entlang ihrer Ostküste verläuft ein Wasserkanal, die Straße von Cebu, die sie von der südöstlich gelegenen Insel Bohol trennt.
Gemessen von Nord nach Süd hat Cebu eine Länge von insgesamt 196 km und erreicht eine Breite von maximal 32 km. Sie ist umgeben von 167 kleineren Inseln, wie Mactan, Bantayan, Malapascua, sowie den Inselgruppen des Olango-Archipels und der Camotes-Inseln.
Die Insel ist bekannt für ihre schmalen Küstenlinien, ihre Kalksteinplateaus und ihre küstennahen Ebenen, die alle Charakteristiken einer typischen tropischen Insel erfüllen. Die Topografie der Insel zeichnet sich darüber hinaus durch sanfte Hügel aus, die in schroffe Bergketten übergehen, die das Inselinnere Cebus von Norden nach Süden durchqueren und die Ost- von deren Westküste trennt. Cebus steile Bergrücken erreicht über 1.000 Höhenmeter, wobei die Insel insbesondere an ihrer nördliche Region flachere Gebiete aufweist. Der höchste Berg der Insel ist der 1.013 Meter hohe Osmeña Peak. Eine flachhügelige Landschaft erstreckt sich von Mandaue City bis Liloan, in ihr liegen einige lagunenartige Buchten, wie die Silot-Bucht, die mit Brackwasser gefüllt sind und einen speziellen Lebensraum für Mangrovenwälder bieten. Die Gesamtfläche der Insel beträgt 4.468 km².
Die wichtigste zu Cebu gehörende Insel ist Mactan, die durch eine schmale, wenige 100 m breite Wasserstraße von der Stadt Cebu City getrennt ist und auf der sich der Mactan-Cebu International Airport befindet. Auf der Ostseite von Mactan sind in den vergangenen Jahren zahlreiche Beachressorts entstanden, wodurch sie letztlich zu einem international angesehenen Tourismusziel wurde.

#### Bohol
Südöstlich zu Cebu liegt die Insel Bohol mit einer Fläche von 3.821 km² und einer Küstenlänge von 261 km. Sie ist die zehntgrößte Insel der Philippinen und wird von 70 kleineren Inseln umsäumt. Die größte von ihnen ist die 375 km² große Insel Lapinin. Die bekannte Insel Panglao gehört zu den touristisch am besten erschlossenen Regionen der Insel, sie liegt gegenüber von Tagbilaran City und ist bekannt für ihre Hotelanlagen, die über attraktive Sandstrände verfügen. Von der Südküste aus kann man die 54 km entfernte Insel Camiguin erkennen, die geographische jedoch Mindanao zugeordnet ist.

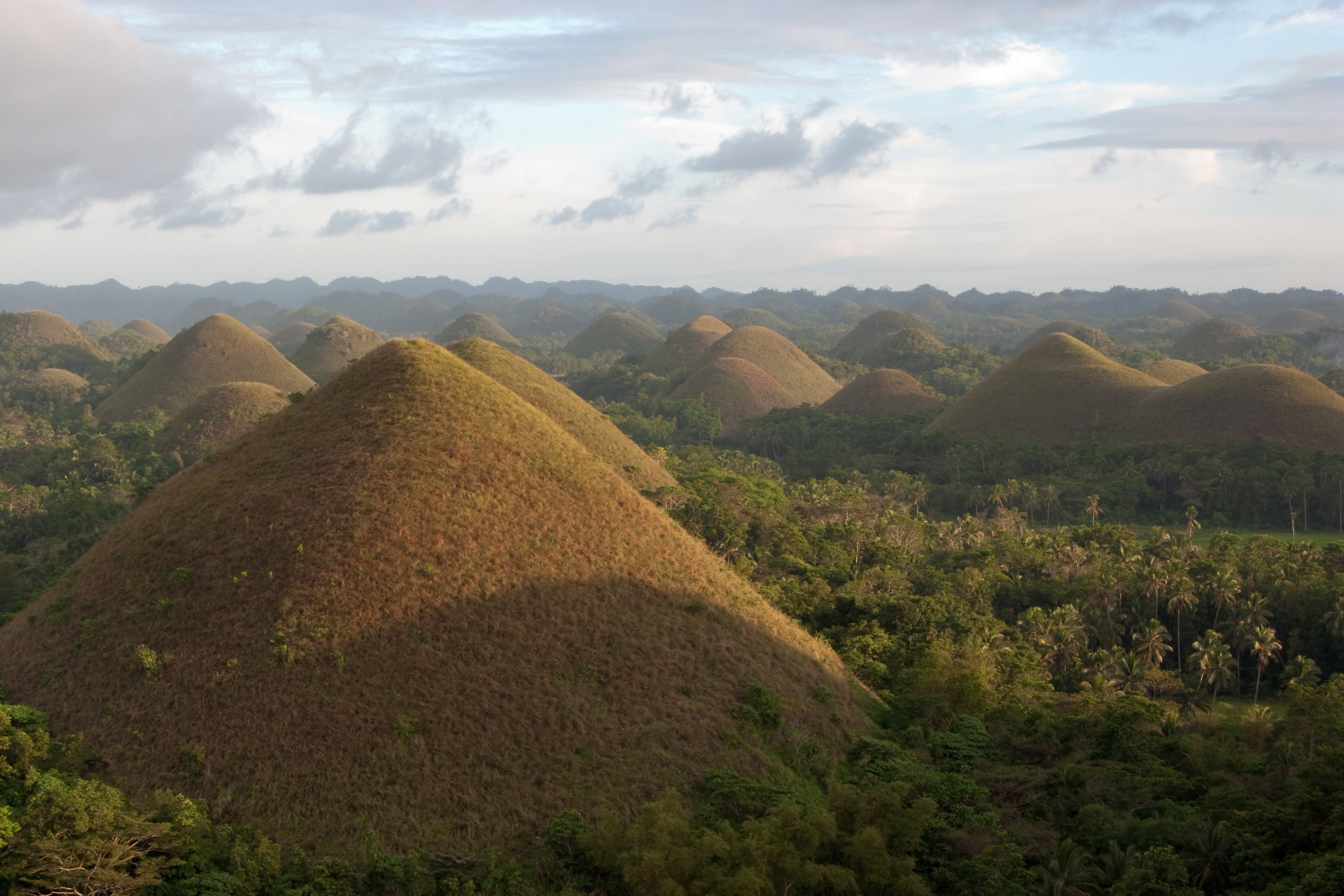
Die Chocolate Hills auf Bohol

Bohol ist topologisch durchweg hügelig und von felsigem Kalkstein bedeckt, der von sonderbaren, gleichmäßig geformten Hügelfeldern übersät ist. Diese Hügel werden als Chocolate Hills bezeichnet und sind die bedeutendste Sehenswürdigkeit der Insel. An ihrem Rand entlang ziehen sich mittelgebirgsähnliche Bergzüge, während das gesamte Inselzentrum als ein einziges großes Plateau zu sehen ist. Im Norden der Insel liegt das Danajon-Riffsystem, das größte Korallenriffsystem der Philippinen. Die nördliche und östliche Küste der Insel weist zahlreiche Buchten auf, in diesen erstrecken sich große Wattflächen und Mangrovenwälder. Diese stehen teilweise unter Naturschutz, wie in der Cogtong-Bucht.
Sandstrände gibt es auf Bohol nur wenige, jedoch sind die wenigen, die sich auf der Insel Panglao, nahe der Ortschaft Anda, sowie in Guindulman finden, ein geschätztes Tourismusziel. Die übrige Küste Bohols ist von Klippen und schroffen Abhängen gekennzeichnet, die sich nur bedingt zum Baden eignen.

#### Leyte-Samar-Biliran
Die östliche Region der Visayas dominieren die Inseln Leyte, Samar und Biliran, die zusammen die Provinz VIII Eastern Visayas bilden. Diese Inseln liegen eng aneinander und sind die einzigen, durch Brücken verbundenen Hauptinseln des Landes, wodurch es möglich ist, jeden beliebigen Punkt auf ihnen über den Landweg zu erreichen. Leyte hat eine Fläche von 7.368 km² und ist westlich von Samar positioniert, welche mit 12.849 km² wiederum die größte Landfläche der drei genannten Inseln besitzt und die damit drittgrößte des Archipels ist. Leyte ist mit Samar über die San-Juanico-Brücke verbunden. An der Nordost-Spitze von Leyte liegt die Insel Biliran, die mit 501 km² die kleinste der drei Inseln des östlichen Teils der Visayas ist und über die Biliran-Brücke einen Anschluss zum benachbarten Leyte besitzt.
Die Topologie ist bei allen drei vornehmlich durch Bergketten charakterisiert, die jeweils das Inselinnere bestimmen und zu den Küstenebenen hin sanft abfallen. Dabei biete Leyte ein weitaus gebirgigeres Terrain, während demgegenüber Samar eher von hügeligem Gebieten und von flachen Ebenen bestimmt wird. Das Klima ist das eines tropischen Regenwaldes und wird laut Köppen-System durch gleichmäßige, über das Jahr verteilte Niederschläge charakterisiert.

### Die Mindanao-Gruppe
Mindanao ist mit einer Gesamtfläche von 97.530 km² die zweitgrößte der philippinischen Inselwelt. Die Insel besteht aus einer großen gebirgigen Landmasse, die zahlreiche Geländeformen aufweist. Im Nordwesten verjüngt sich das Territorium und geht in einen langgezogenen Fortsatz über, der Zamboanga-Halbinsel, welche sich bis weit in den Südwesten zieht und zusammen mit der Hauptmasse von Mindanao und der Insel Basilan den Golf von Moro bildet.

#### Zamboanga-Halbinsel

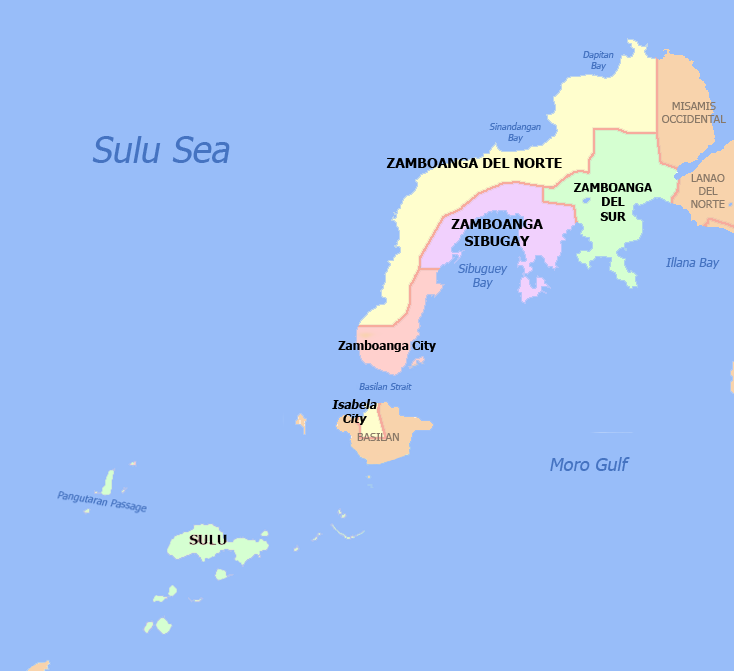
Karte der Zamboanga-Halbinsel mit den auf ihr befindlichen Provinzen

Im Westen Mindanaos formen eine Reihe von Bergrücken, die als Zamboanga Kordilleren bezeichnet werden, die schmale und langgezogene Zamboanga-Halbinsel. Diese ist durch einen schmalen Isthmus zwischen der Bucht von Panguil und der Bucht von Illana mit der Hauptmasse Mindanaos verbunden.
Die Erhebungen der Halbinsel sind durchschnittlich 1.200 m hoch. Im Nordosten steigen sie weiter an und erreichen am Berg Malindang eine Höhe von 2.404 Meter über dem Meeresspiegel. Die schmale Küstenebene der Halbinsel ist stark bevölkert und erreicht in der Misamis Occidental ihre größte Bevölkerungsdichte. Südlich des Malindang liegt der größte Binnensee dieser Halbinsel der Wood-See, über ihn erhebt sich der Berg Timolan. An den Küsten der Zamboanga-Halbinsel haben sich mehrere flache Küstenebenen gebildet, die der Landwirtschaft ein fruchtbares Areal bieten. Der Batorampon Point, im Inland der Großstadt von Zamboanga City gelegen, erreicht mit einer Gipfelhöhe von 1335 m die höchste Erhebung der Südspitze der Halbinsel.
Mit Ausnahme den schmalen Küstenebenen wird das Gelände durch hügelige und gebirgige Abschnitte bestimmt.

#### Zentral-Mindanao
Ausgehend von Dipolog City erstreckt sich ostwärts und entlang der nördlichen Küste von Mindanao eine durchgehende Küstenebene in variierender Breite von wenigen Kilometern, die bis Butuan City reicht. Hinter der Küstenebene ist die Topographie überwiegend zerklüftet, da hier schroffe Berge, wie der bereits genannte Berg Malindang und der Ampiro, abrupt von der Küste her emporsteigen. Der zentrale Teil ist dagegen durch abschüssige Ebenen und Flusstäler geprägt.
Die Nordküste Mindanaos ist stark zergliedert, drei große Halbinseln erstrecken sich weit in die Mindanaosee. Die Küstenebene ist stark bevölkert und mehrere Großstädte wie Cagayan de Oro und Iligan City liegen an ihr. Nördlich der mittleren Halbinsel Nordmindanaos, ca. 10 km oberhalb der nördlichen Spitze dieser Halbinsel liegt die 37 × 14 km große Insel Camiguin. Sie wird von sieben Vulkanen dominiert, von denen der 1332 m hohe Berg Hibok-Hibok der bekannteste ist. In dem Küstengebirge Nordmindanaos liegen zahlreiche Wasserfälle, wie die Tinago- und Limunsudan-Wasserfälle.

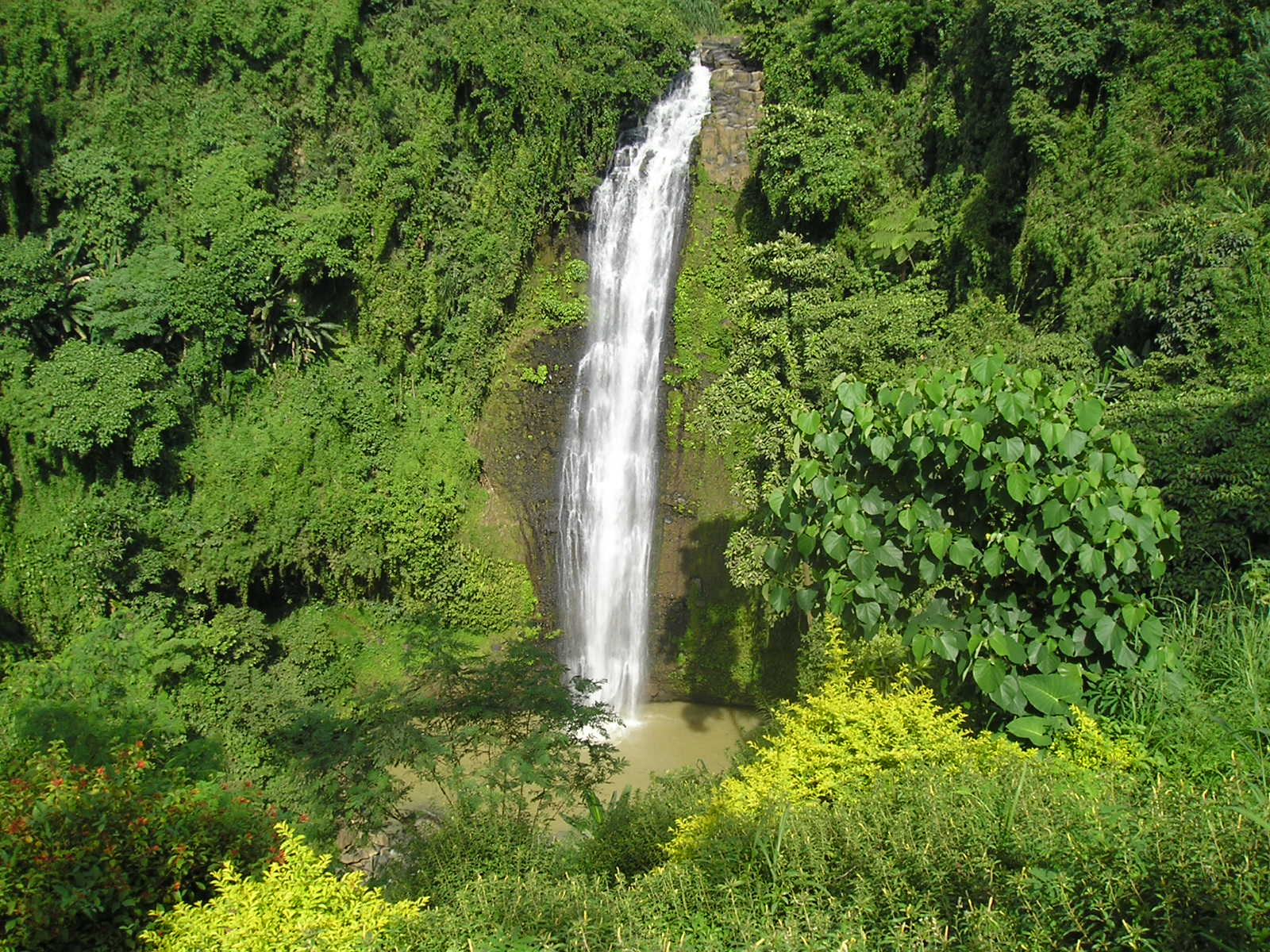
Die Alalum-Wasserfälle in der Provinz Bukidnon

Im Nordwesten Zentralmindanaos liegt der größte Binnensee der Insel und der zweitgrößte der Philippinen, der Lanao-See. Er liegt auf einem Hochplateau, auf einer Höhe von ca. 700 Metern. An seiner Nordspitze bildet der Agus-Fluss den einzigen Abfluss des Sees. Er überwindet auf seinen kurzen Flusslauf, von nur 37 Kilometern, den beachtlichen Höhenunterschied von 700 Metern, bevor er in die Bucht von Iligan mündet. Aus diesem Grunde wurden am Agus eine Reihe von Wasserkraftwerken errichtet, außerdem speist der die majestätischen María-Cristina-Wasserfälle. Der Norden Zentralmindanaos wird in West-Ost-Richtung von einer Reihe von vulkanischen Gebirgen überspannt. Im Süden der Provinz Lanao del Sur, an der Grenze zur Provinz Cotabato liegt ein Höhenzug, der von den Vulkanen Makaturing, Latukan und Ragang markiert wird. Im Nordosten dieses Gebirgszuges schließt sich in der Provinz Bukidnon das Kalatungan-Gebirge an, das eine Höhe von 2.824 Metern erreicht. Es wird getrennt von dem Kitanglad-Gebirge durch das Tal des Cagayan-Flusses. Im Kitanglad-Gebirge liegt der zweithöchste Berg der Philippinen, der Dulang-dulang. Nordöstlich und östlich des Kitanglad-Gebirges erstreckt sich das Hochplateau von Bukidnon, in dem der Tagoloan-Fluss und der Pulangi-Fluss ihre Quellen im Tago-Gebirgszug haben. Dieses Hochplateau grenzt im Osten an einen Gebirgszug, der Regional verschiedenste Namen trägt, jedoch zusammenfassend als Zentrale Mindanao Kordillere bezeichnet wird. Er erstreckt sich von der Mindanaosee, im Norden, bis zum Kap Sarangani, im Süden, auf einer Länge von mehr als 300 Kilometer. In dessen mittleren und nördlichen Abschnitt ragen mehrere Gipfel über 2.000 Meter empor, darunter der westlich von Davao City gelegene aktive Vulkan Talomo mit 2.674 m und des Bergs Apo, der mit 2954 Höhenmetern der höchste Berg der Philippinen ist. Südlich des Apo flacht der zentrale Gebirgsgürtel etwas ab und bildet den Übergang zum Cotabato Valley. Im südlichen Teil des Gebirges erreicht der Höhenzug durchschnittlich 1.100 bis 1.800 Höhenmeter.
Südlich des Hochlandes von Bukidnon erstreckt sich die Zentrale Mindanao Tiefebene, die auch als Cotabato Valley bekannt ist. Sie wird von dem Flusssystem des Rio Grande de Mindanao zusammen mit seinen Nebenflüssen, dem Catisan-Fluss und dem Pulangi-Fluss, geschaffen. Sie erstreckt sich bis weit in den Süden Mindanos und hat eine Gesamtlänge von 190 km und eine Breite, die zwischen 19 km an der Mündung des Flusses und um etwa 97 km im Zentrum der Provinz Cotabato schwankt. An dem Zusammenfluss des Rio Grande de Mindanao mit den Flüssen Buluan, Maganao und Alah dehnen sich die Ligawasan Flussmarschen auf einer Fläche von ca. 2880 km² aus.
Daneben existieren auf Mindanao viele weitere küstennahe Tieflandgebiete. Diese stellen sich zumeist als kleine isolierte Abschnitte dar, wie sie entlang der Nordwestküste von Zamboanga auftreten. In anderen Gebietsabschnitten wie der Davao Ebene, sind diese Flachlandsektionen bis zu 16 km breit, wobei sie diesen Wert in ihren Längen um das mehrfache überschreiten.

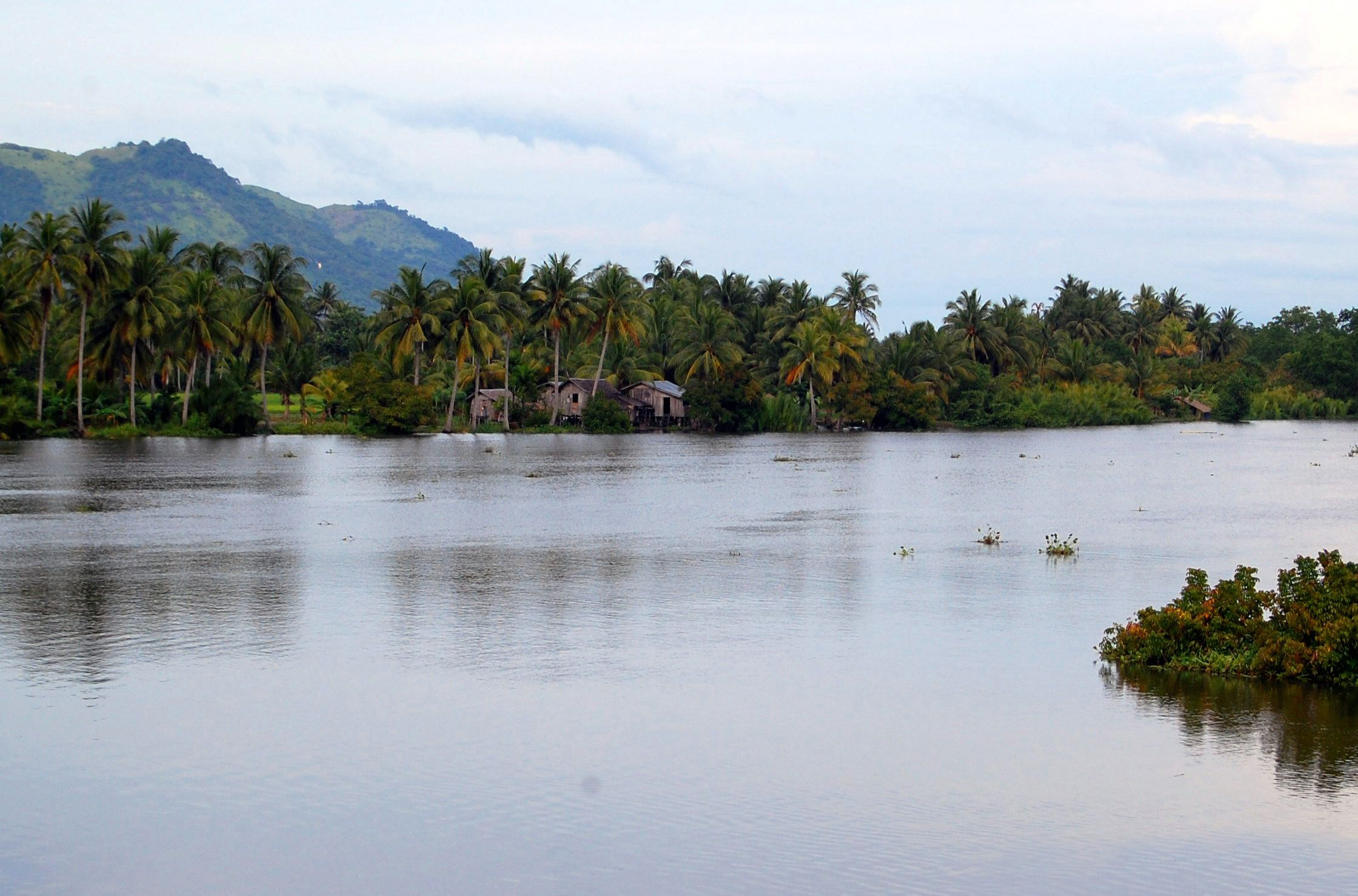
Der Rio Grande de Mindanao bei Cotabato

Im Südwesten des Cotabato Valleys reihen sich entlang der Küste der Celebessee eine Anzahl vulkanischer Berge aneinander, die das Gebirge der Daguma-Gebirgszug bilden. Der gesamte Bergrücken hat eine maximale Ausdehnung, von Nordwesten nach Südosten, von 180 km bei einer Breite von etwa 48 km. Der höchste Berg ist der Berg Busa mit einer Gipfelhöhe von 2.083 Metern. Der bekannteste Berg dieses Höhenzuges ist jedoch der Berg Parker, dessen fast kreisrunder Kratersee 2,9 km im Durchmesser erreicht und sich etwa 300 Meter unterhalb des 1.824 m hohen Gipfels ausbreitet. Nördlich des Parkers bestimmt wiederum der Berg Matutum die Landschaft, er ist eines der wichtigsten Wahrzeichen der Provinz South Cotabato.
Den südöstlichen Abschluss des Daguma-Gebirges bildet die Bucht von Sarangani, sie hat die Form eines Daumens. Südöstlich der Bucht liegt das Kap Sarangani, der südlichsten Landmarke der Insel Mindanao. Ihm vorgelagert sind die beiden Inseln Balut und Sarangani.

#### Ost-Mindanao
Ein großes Tieflandareal trennt den Osten Mindanaos von dem zentralen Teil der Insel. Dieses Tieflandareal dehnt sich von der Bucht von Butuan bis zum Golf von Davao aus und wird von dem Tal des Agusan-Flusses gebildet. Das auch unter dem Namen Agusan Valley bekannte Tal ist eine Anreihung dreier „Mulden“, in dem zahlreiche ausgedehnte Sümpfe sich erstrecken, die als Agusan Marschen bekannt sind, eines der bedeutendsten Sumpf- und Feuchtgebiete der Philippinen. Diese sind zwischen den zentralen Gebirgszügen und den Bergen der Ostküste eingefasst. Diese Ebene hat von Süden nach Norden eine maximale Ausdehnung von 180 km und variiert in ihrer Breite zwischen 32 und 48 km.
Im äußersten Osten verlaufen eine Reihe von Gebirgszügen parallel zur Küste der Insel und zusammenfassend als Östliche Mindanao-Kordilleren bezeichnet werden und ausgehend von Surigao del Norte im Nordosten der Insel bis hinunter zum Kap Agustin im Südosten Davao Citys ziehen. Der nördliche Abschnitt wird als Diwata-Gebirge bezeichnet, das Gebirge ist jedoch nicht sehr hoch und in seinem südlichen Teil eher als hügelig anzusehen. Zwischen Bislig City an der Ostküste und dem Agusan-Fluss erreicht der 16 km breite Sattel eine maximale Höhe von weniger als 250 Metern. Der höchste Berg der nördlichen Kordilleren Ostmindanaos ist der Berg Hilong Hilong, 17 km nordöstlich von Butuan City gelegen. Er erreicht eine Höhe von 1.920 Metern.
Der südliche Abschnitt der Kordilleren Ostmindanaos ist hingegen breiter und sogar noch schroffer als der nördliche Teil. Im Osten Davaos erreichen mehrere Gipfel Höhen von über 2.500 Metern, wobei der Berg Tagub gar 2670 m über den Meeresspiegel hinausragt. Der südliche Abschluss der Kordilleren Ostmindanaos bildet der 1.620 Meter hohe Hamiguitan auf der St. Augustin Halbinsel.
Die östliche Küstenregion von Davao del Norte und Surigao del Sur ist durch eine Reihe von schmalen Ebenen gekennzeichnet, die voneinander durch schroffes Hügelland getrennt sind und sich zur Küstenlinie hin verbreitern. Vor der Küste finden sich zahlreiche Korallenriffe und kleiner Inseln. Einige Seemeilen vor der Küste Mindanaos erreicht der Meeresboden im Galatheatief eine gemessene Tiefe von 10.540 m, was sie zu einer der tiefsten bekannten Stellen auf der Erde macht.

#### Der Sulu-Archipel
Der Archipel besteht aus rund 80 größeren und hunderten kleinerer Inseln, die den äußersten Südwesten der Philippinen ausmachen. Er ist nicht, wie vermutet werden könnte, der Überrest einer Landbrücke zwischen Borneo und den Philippinen. Vielmehr bildet er sich aus dem Rand eines kleinen unterseeischen Bergrückens, der durch ein tektonisches Kippen des Meeresbodens entstanden ist. So handelt es sich bei Basilan, Jolo und den anderen Inseln der Gruppe um erloschene Vulkankegel, welche die höchsten Punkte dieses südlichsten Unterwasserrückens darstellen.
Basilan, die größte Insel von Sulu, ist lediglich 17 km von der Südspitze der Zamboanga-Halbinsel entfernt und durch die Straße von Basilan von der Stadt Zamboanga City getrennt. Sie hat eine Fläche von 1.372 km² und ist von dichtem Urwald bedeckt.
Südwestlich von Basilan liegt die mit 894 km² etwas kleinere Insel Jolo, die von zahlreichen Inselchen umsäumt und mit mehreren Vulkankegeln übersät ist. Noch weiter südöstlich und 64 km vor der Küste von Borneo gelegen erreicht man die Inselgruppe von Tawi-Tawi. Die Inselkette ist 55 km lang und 10 bis 23 km breit, von hügeliger Gestalt und geprägt durch einige felsige Buchten. Nördlich von Tawi-Tawi liegt der ökologisch wichtige Inselarchipel der Turtle-Inseln, er gehört zu den weltweit bedeutendsten Brutgebieten von Meeresschildkröten.

## Klima

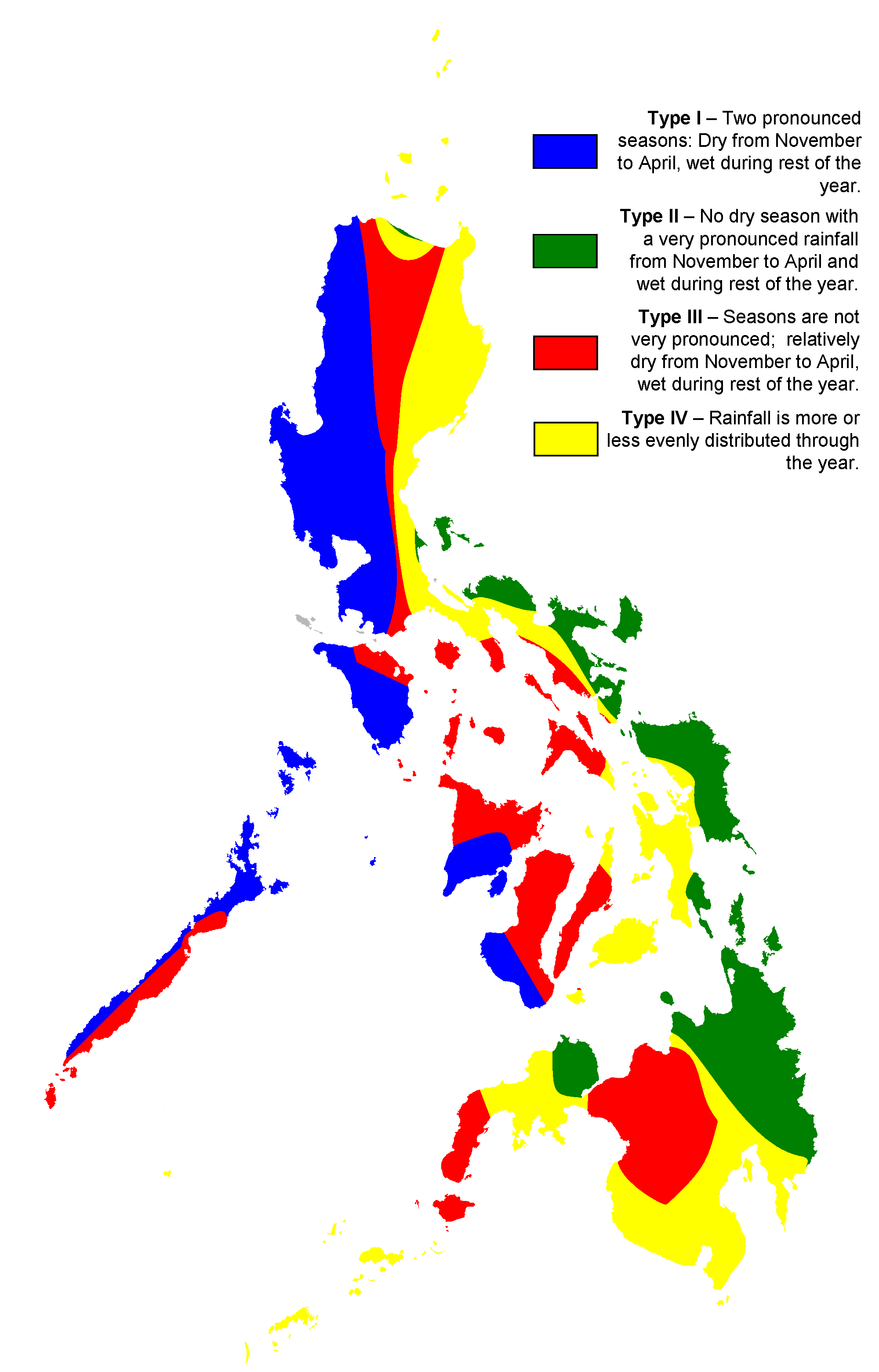
Klimakarte der Philippinen

Auf den Philippinen herrscht ein tropisches Meeresklima, das von einer Regenzeit und einer Trockenzeit dominiert wird. Im Sommer können in den meisten Gebieten des Archipels von Mai bis Oktober schwere Monsun-Regenfälle auftreten, während der Wintermonsun von Dezember bis Februar kühlere und trockenere Luft mit sich bringt. Manila und die meisten flachen Gebiete präsentieren sich von März bis in den Mai hinein als heiße und staubige Regionen. Doch selbst in dieser Zeit steigen die Temperaturen selten über die Marke von 37 °C. Auf Meereshöhe fallen die Temperaturen im jährlichen Durchschnitt jedoch ebenso selten unter einen Wert von 27 °C Aufgrund der hohen Temperaturen und der umgebenden Wasserflächen erreicht die durchschnittliche Luftfeuchtigkeit relative hohe Werte zwischen 71 % im März und 85 % im September. Die jährlichen Niederschlagsmengen bewegen sich in den Berggebieten der Ostküste um 4000 Millimeter, erreichen in einigen der geschützten Täler aber weniger als 1000 mm.
Der Monsunregen, obwohl hart und strömend, wird zumeist kaum von starken Winden und Wellen begleitet. Dennoch befinden sich die Philippinen innerhalb des Taifun-Gürtels, weshalb das Land alljährlich von Juli bis Oktober starken Stürmen ausgesetzt ist. Diese sind besonders für das nördliche und östliche Luzon gefährlich, ebenso für Bicol und die Gebiete des Bezirks Eastern Visayas. Aber auch Manila wird in regelmäßigen Abständen von diesen tropischen Stürmen in Mitleidenschaft gezogen.
In den letzten zehn Jahren wurden die Philippinen oft von Naturkatastrophen heimgesucht. Allein im Jahr 2005 war der Bezirk Central Luzon einerseits von einer Dürre betroffen, andererseits zog in diesem Jahr ein Taifun über das Gebiet, der praktisch alle tieferliegenden Straßen Manilas überflutete. Noch mehr Schaden verursachte ein Erdbeben im Jahre 1990, das weite Teile Luzons, insbesondere die Provinz Baguio und weitere nördlich gelegene Gebiete verwüstete. Die Philippinen sind ausgesprochen anfällig für Taifune; jedes Jahr ziehen ca. 18–21 von ihnen über den Inselstaat. Daneben kommt es hier oft zu Vulkanausbrüchen. Eine der spektakulärsten war die Eruption des Pinatubo im Jahre 1991, der große Teile von Central Luzon zerstörte, dessen Lahar Städte und Ackerland begrub und dessen Asche ebenso Einfluss auf die globalen Temperaturen nahm.
Beim Bau von Gebäuden wurde daher schon seit jeher die Eigenwilligkeit der Natur mit einkalkuliert. Die meisten ländlichen Gebäude bestehen aus Nipa-Hütten, die zwar leicht beschädigt werden können, aber billig und einfach zu erneuern sind. Die meisten städtischen Gebäude werden aus Stahl und Beton konstruiert und sollen sowohl Taifunen als auch Erdbeben widerstehen. Der Schaden, der durch solche Naturkatastrophen entsteht, wird jedoch immer beträchtlicher.

## Politische Einteilung
Die Philippinen untergliedern sich in eine Hierarchie von sogenannte Local Government Units (LGUs) (dt.: Lokale Regierungseinheiten) mit momentan 80 Provinzen, die die primären Einheiten darstellen. Die Provinzen sind weiterhin in Städte und eigenständig verwaltete Gemeinden untergliedert, welche sich wiederum aus Barangays zusammensetzen. Die Barangays stellen den kleinsten Verwaltungseinheiten dar.
Insgesamt unterteilt sich das Land in 16 Verwaltungsbezirke. Darüber hinaus hat die National Capital Region selbst einen autonomen Status und ist in vier eigenständige Distrikte untergliedert.
Die meisten Regierungsämter besitzen regionale Bezirksämter, welche den konstituierenden Provinzen dienen. Die Regionen selbst verfügen nicht über eine eigene lokale Regierung, mit Ausnahme der Autonomous Region in Muslim Mindanao. Nachfolgend sind die Bezirke der Philippinen entsprechend ihrer Regionsnummerierung eingetragen, die Provinzen wurden alphanumerisch aufgelistet:

### Bezirke
| - Ilocos-Region (Region I) - Cagayan Valley (Region II) - Central Luzon (Region III) - CALABARZON (Region IV-A) - MIMAROPA (Region IV-B) - Bicol Region (Region V) | - Western Visayas (Region VI) - Central Visayas (Region VII) - Eastern Visayas (Region VIII) - Zamboanga Peninsula (Region IX) - Northern Mindanao (Region X) - Davao-Region (Region XI) | - SOCCSKSARGEN (Region XII) - Caraga (Region XIII) - Autonomous Region in Muslim Mindanao (ARMM) - Cordillera Administrative Region (CAR) - National Capital Region (NCR; Metro Manila) |

### Provinzen
| - Abra - Agusan del Norte - Agusan del Sur - Aklan - Albay - Antique - Apayao - Aurora - Basilan - Bataan - Batanes - Batangas - Benguet - Biliran - Bohol - Bukidnon - Bulacan - Cagayan - Camarines Norte - Camarines Sur - Camiguin | - Capiz - Catanduanes - Cavite - Cebu - Cotabato - Davao del Norte - Davao del Sur - Davao de Oro - Davao Occidental - Davao Oriental - Dinagat-Inseln - Eastern Samar - Guimaras - Ifugao - Ilocos Norte - Ilocos Sur - Iloilo - Isabela - Kalinga - La Union - Laguna | - Lanao del Norte - Lanao del Sur - Leyte - Maguindanao - Marinduque - Masbate - Misamis Occidental - Misamis Oriental - Mountain Province - Negros Occidental - Negros Oriental - Northern Samar - Nueva Ecija - Nueva Vizcaya - Occidental Mindoro - Oriental Mindoro - Palawan - Pampanga - Pangasinan - Quezon - Quirino | - Rizal - Romblon - Samar - Sarangani - Siquijor - Shariff Kabunsuan - Sorsogon - South Cotabato - Southern Leyte - Sultan Kudarat - Sulu - Surigao del Norte - Surigao del Sur - Tarlac - Tawi-Tawi - Zambales - Zamboanga del Norte - Zamboanga del Sur - Zamboanga Sibugay |